# Omar Marmoush
Omar Khaled Mohamed Marmoush (født 7. februar 1999) er en egyptisk professionel fodboldspiller, som spiller som angriber for Premier League-klubben Manchester City og Egyptens landshold.

## Klubkarriere

### Wadi Delga
Marmoush begyndte sin karriere i hjemlandet hos Wadi Delga. Han fik sin førsteholdsdebut den 8. juli 2016 i en Egyptens Premier League-kamp imod Al-Ittihad Alexandria Club.

### VfL Wolfsburg
Marmoush skiftede i august 2017 til VfL Wolfsburg. Han tilbragte dog de første år af sin tid hos klubben på reserveholdet. Det var først den 26. maj 2020, at han fik sin førsteholdsdebut i en Bundesliga-kamp imod Bayer Leverkusen.
Han tilbragte i sin tid med klubben lejeaftaler hos FC St. Pauli og VfB Stuttgart.

### Eintracht Frankfurt
Marmoush skiftede i maj 2023 til Eintracht Frankfurt efter hans kontrakt med Wolfsburg havde udløbet. Han imponerede i sin debutsæson, da han scorede 16 mål på tværs af alle tuneringer.
Han tog dog det næste skridt op i sin anden sæson, og scorede 15 ligamål i den første halvdel af sæsonen, hvilke var en ny klubrekord for flest mål på en halvsæson.

### Manchester City
Marmoush skiftede i januar 2025 til Manchester City. Den 15. februar scorede han tre mål i en sejr over Newcaslte United, hvilke var det første hattrick i hans karriere.

## Landsholdskarriere

### Ungdomslandshold
Marmoush har repræsenteret Egypten på flere ungdomsniveauer.

### Seniorlandshold
Marmoush debuterede for Egyptens landshold den 8. oktober 2021.